# Bendice a los animales y a los niños
Bless the Beasts and Children (en español: Bendice a los animales y a los niños) es una adaptación cinematográfica de 1971 de la novela del mismo nombre escrita por Glendon Swarthout. Fue dirigida por Stanley Kramer y protagonizada por Bill Mumy y Barry Robins.

## Argumento
Los personajes centrales de Bless the Beasts and Children son seis muchachos adolescentes, cuyos preocupados padres los envían al campamento para niños de Arizona Box Canyon para pasar el verano. John Cotton (Barry Robins) lidera este grupo de "inadaptados" que están, en diversos grados, perturbados emocional o psicológicamente. El grupo de Cotton, compuesto por rechazados y marginados de las otras cabañas, se conoce como "Bedwetters" y los niños son constantemente degradados y ridiculizados, lo que inevitablemente aplasta la poca autoestima que de otro modo podrían haber poseído en primer lugar.
Cotton, a través de pruebas y tribulaciones, se convierte en el líder de este grupo muy unido, y se propone moldear a sus seguidores en una unidad que imponga respeto en lugar de burla. Obviamente, la suya es una tarea formidable en vista del frágil estado psicológico del pequeño grupo, que incluye a dos hermanos disfuncionales en guerra conocidos como "Lally 1" y "Lally 2". Lally 1 reacciona a las amenazas contra su seguridad emocional haciendo rabietas violentas, a menudo dirigidas a su hermano menor Lally 2, quien ante estos ataques se sumerge en un mundo de fantasía lleno de pequeñas criaturas a las que llama "Ooms", y busca consuelo en la almohada de gomaespuma chamuscada que siempre lleva consigo.
Lawrence Teft III (Billy Mumy) se muestra en la película como callado y hosco, pero cada vez que se enfrenta a la autoridad, se vuelve rebelde. Antes de venir al campamento, una de las aventuras favoritas de Teft había sido robar autos, pero debido a las "conexiones" de su padre, Lawrence Teft Jr., nunca fue arrestado por ninguno de sus delitos. Con la esperanza de que aprenda algo de autodisciplina que lo haga digno de asistir a Exeter o Dartmouth, sus padres lo inscriben en el campamento.
El grupo de Cotton también incluye a Sammy Shecker, un niño judío paranoico y con sobrepeso, cuyo padre es un comediante exitoso que comercia con el estereotipo judío. A veces, para molestia de los otros niños, Sammy imita las rutinas de su padre, se muerde las uñas compulsivamente y es ruidoso, nervioso y desagradable. La designación "Bedwetters" se aplica especialmente bien a Gerald Goodenow, el sexto miembro del grupo, que a menudo moja la cama por la noche, un comportamiento que resultó en que lo expulsaran de dos cabañas antes de que Cotton lo llevara a remolque. Mojar la cama, sin embargo, parece ser el menor de los problemas de Gerald, ya que sufre de una reacción fóbica a la escuela, lo que resulta en varias sesiones fallidas con un psiquiatra. Goodenow también tiene la desventaja de un padrastro de mano dura que está decidido a convertirlo en un hombre, por la fuerza física si es necesario.
Kramer y su guionista Mac Benoff decidieron comprometer la secuencia temporal de Swarthout haciendo que toda la película se desarrollara en el presente con escenas retrospectivas del pasado de todos los chicos, para explicar su presencia en el campamento. Mientras que la novela de Swarthout, aunque temáticamente poderosa, es episódica y difícil de seguir para algunos estudiantes de sexto grado, la película de Kramer fluye casi sin fallas hasta su trágica conclusión. La difícil situación del búfalo americano y cualquier otra especie en peligro de extinción está en el centro del enfoque de la película. Casi como era de esperar, el grupo disfuncional, bajo la guía de Cotton, se dispuso a liberar una gran manada de bisontes después de presenciar a su pervertido y macho consejero de campamento, "Wheaties", disparando a los animales en una lotería festiva (y profundamente perturbadora), que es dado la validación como un método adecuado para diluir los grandes números mediante la eliminación de los búfalos "débiles" o "enfermos". Los búfalos no son los únicos objetivos de este impulso destructivo, ya que los Bedwetters, de manera similar, también han sido "domesticados", "encerrados" y aplastados en espíritu. Como resultado de la negligencia o el abuso de sus padres, todos han sido reducidos a inadaptados psicológicos. Ridiculizados y rechazados por los otros chicos del campamento, se ven obligados a aferrarse aún más a su comportamiento desviado. La peregrinación de los niños para liberar al búfalo es también una búsqueda alegórica de su propia libertad.
Cotton percibe que el éxito liberará a los niños de las muletas psicológicas y permitirá que cada uno esté solo en defensa de sí mismo. Cotton sacrifica su vida no solo por el búfalo, sino también por los niños a los que ha llevado a este milagroso triunfo. La implicación al final de la película es que los niños restantes ya no son "dings" o "raros", ya que todos se han enorgullecido de sus habilidades y se han salvado a sí mismos, al igual que al búfalo, de la extinción. El título de la película (y de la novela) ejemplifica la naturaleza dual pero unificada del tema. Tanto las bestias como los niños necesitan ser libres para vagar, desarrollarse y descubrir, pero la libertad que se les da a los búfalos al final de la película no tiene valor porque su propia naturaleza ha sido alterada por el hombre. Fuera de la valla de la reserva, el búfalo domesticado nunca encontrará llanuras salvajes ni pastizales en los que deambular y su hábitat natural, junto con su espíritu natural, ha sido destruido. Los niños, sin embargo, han recuperado su espíritu e independencia y eventualmente triunfarán sobre el miedo que les inculcaron sus padres y la sociedad. Pero es evidente que requerirán el amor y la compasión de los demás.

## Elenco
- Bill Mumy – Lawrence Teft III
- Barry Robins – John Cotton
- Miles Chapin – Sammy Shecker
- Darel Glaser – Gerald Goodenow
- Bob Kramer – Lally 1
- Marc Vahanian – Lally 2
- Jesse White – Padre de Shecker
- Ken Swofford – Wheaties
- Elaine Devry – Madre de Cotton
- David Ketchum – Director del campamento (acreditado como Dave Ketchum)
- Bruce Glover – Estafador
- Wayne Sutherlin – Estafador
- Vanessa Brown – Madre de Goodenow
- William Bramley – Padrastro de Goodenow

## Producción y recepción
Estalló una guerra de ofertas por los derechos cinematográficos, que finalmente ganó Stanley Kramer. Kramer negoció con Columbia Pictures el derecho a producir y dirigir la película, que se estrenó mundialmente en el Festival de Cine de Berlín en agosto de 1971, como la participación de United States en la competencia internacional. Kramer comentó más tarde sobre la recepción soviética de la película, afirmando que "vieron [la película] como un sermón contra Kent State y My Lai", cuando había imaginado más una declaración sobre el "culto a las armas" en Estados Unidos y lo "fácil la disponibilidad de armas contribuye a la violencia.”

## Banda sonora
La música de la película fue compuesta por Barry De Vorzon y Perry Botkin Jr.. Su partitura incluía una selección instrumental titulada "Cotton's Dream", que luego se volvió a convertir en el tema principal de la telenovela The Young and the Restless]], producida por Columbia's. división de televisión, ahora Sony Pictures Television. A fines de julio o principios de agosto de 1976, cuando el programa de resumen deportivo de ABC Wide World of Sports produjo un montaje de las rutinas de la gimnasta rumana Nadia Comăneci durante los Juegos Olímpicos de Verano de 1976 y usó "Cotton's Dream" como música de fondo, la canción se hizo más popular. Posteriormente se lanzó en una forma reeditada y alargada como "Nadia's Theme", el título bajo el cual se hizo más conocido. (Sin embargo, la propia Comăneci nunca realizó sus ejercicios de piso con esta pieza musical). De Vorzon y Botkin Jr. también escribieron la letra de "Cotton's Dream", pero no se conocía ninguna versión vocal de la misma en agosto de 2017. La banda sonora también contiene su tema principal, interpretado por The Carpenters. El tema fue lanzado como la cara B del sencillo "Superstar" de The Carpenters, que alcanzó el número 2 en la lista Hot 100 de Billboard.
La banda sonora también contiene su tema principal, interpretado por The Carpenters. El tema fue lanzado como la cara B del sencillo "Superstar" de The Carpenters, que alcanzó el número 2 en la lista Hot 100 de Billboard.